# Operação Reinhard

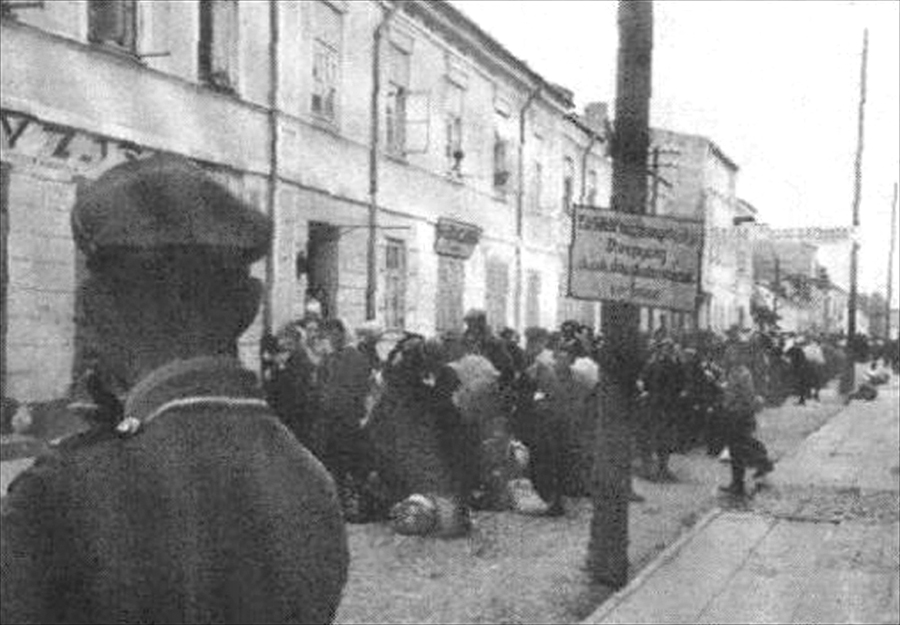
Judeus sendo transportados para Treblinka.

Operação Reinhard ou Operação Reinhardt (alemão: Aktion Reinhard ou Aktion Reinhardt; também Einsatz Reinhard ou Einsatz Reinhardt) foi o codinome do plano secreto alemão na Segunda Guerra Mundial para exterminar judeus poloneses no distrito ocupado pelos alemães no Governo Geral da Polônia. Esta fase mais mortal do Holocausto foi marcada pela introdução de campos de extermínio. A operação ocorreu de março de 1942 a novembro de 1943. Ao menos 1,47 milhão de judeus foram assassinados em apenas 100 dias, a partir do final de julho até o início de novembro de 1942, a uma taxa 83% superior a taxa de mortes no genocídio de Ruanda. No período de julho a outubro de 1942, o total de mortes, incluindo todos os assassinatos de judeus e não apenas a Operação Reinhard, chegou a dois milhões de mortos nesses quatro meses. Foi a taxa de assassinato genocida mais rápida da história.
Segundo as estimativas, durante a operação, até dois milhões de judeus foram enviados para Bełżec, Sobibór e Treblinka para serem assassinados em câmaras de gás construídas para esse fim. No mesmo período, instalações para assassinatos em massa usando Zyklon B foram desenvolvidas no campo de concentração de Majdanek e em Auschwitz II-Birkenau, próximo ao campo estabelecido anteriormente, Auschwitz I.

## Antecedentes
Após o início da guerra Germano-Soviética, os nazistas empreenderam a "Solução Final para a Questão Judaica" em toda a Europa. Em janeiro de 1942, durante uma reunião secreta de líderes alemães presidida por Reinhard Heydrich, a Operação Reinhard foi elaborada; logo se tornaria um passo significativo no assassinato sistemático dos judeus na Europa ocupada, começando pelo distrito do Governo Geral na Polônia ocupada pelos alemães. Em poucos meses, três campos ultrassecretos (em Bełżec, Sobibór e Treblinka) foram construídos para assassinar sistematicamente dezenas de milhares de judeus todos os dias.
Esses campos diferiam de Auschwitz e Majdanek — que inicialmente operavam como campos de trabalho forçado, antes que as instalações para os assassinatos em massa fossem construídas (câmaras de gás, crematórios, etc.) — pois todas as vítimas eram assassinadas logo na chegada. Mesmo após se equiparem com crematórios e câmaras de gás, os campos de concentração como Auschwitz permaneciam em grande parte dedicados ao trabalho forçado. Ao contrário destes campos de extermínio "mistos", os campos de extermínio da Operação Reinhard não mantinham prisioneiros, exceto quando necessário para operacionalizar o assassinato em escala industrial do campo. Poucos judeus escaparam da morte (notavelmente, apenas dois em Bełżec). Todas as outras vítimas foram assassinadas imediatamente após o desembarque.
O aparato organizacional por trás do novo plano de extermínio já havia sido testado durante o programa de "eutanásia" Aktion T4, encerrado em agosto de 1941, durante o qual mais de 70.000 homens, mulheres e crianças poloneses e alemães com deficiência foram assassinados. Os oficiais da SS responsáveis pelo Aktion T4, incluindo Christian Wirth, Odilo Globočnik, Franz Stangl e Irmfried Eberl, foram todos designados para papéis-chave na implementação da "Solução Final" em 1942.

## Nome operacional

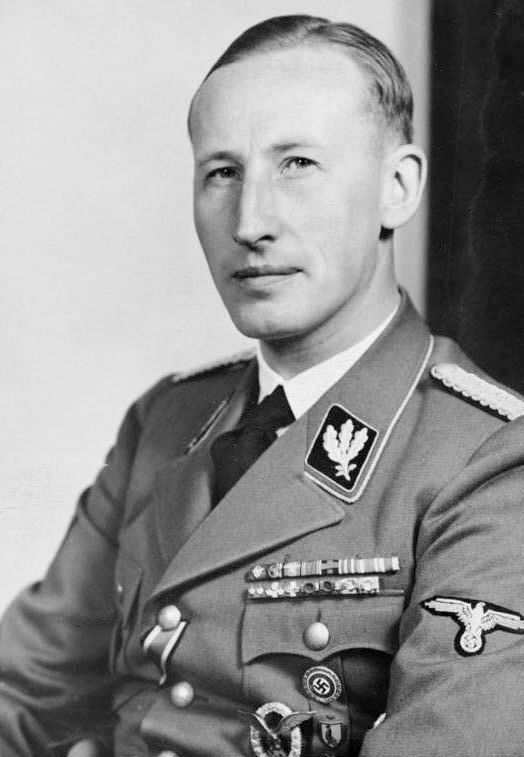
Reinhard Heydrich, por volta de 1940/41

A origem do nome da operação é debatida por pesquisadores do Holocausto. Vários documentos alemães soletram o nome de maneira diferente, alguns com "t" após "d" (como em "Aktion Reinhardt"), outros sem ele. Ainda outra grafia (Einsatz Reinhart) foi usada no Telegrama Höfle (telegrama criptografado descoberto em 2000 com detalhes da operação). Acredita-se geralmente que a Aktion Reinhardt, delineada na Conferência de Wannsee em 20 de janeiro de 1942, foi nomeada em homenagem a Reinhard Heydrich, o coordenador da chamada Solução Final da Questão Judaica, que implicava no extermínio dos judeus que viviam nos países europeus ocupados pela Alemanha nazista. Heydrich foi atacado por agentes tchecoslovacos treinados pelos britânicos em 27 de maio de 1942 e morreu de seus ferimentos oito dias depois. O primeiro memorando detalhando a Einsatz Reinhard foi transmitido dois meses depois.

## Campos de extermínio

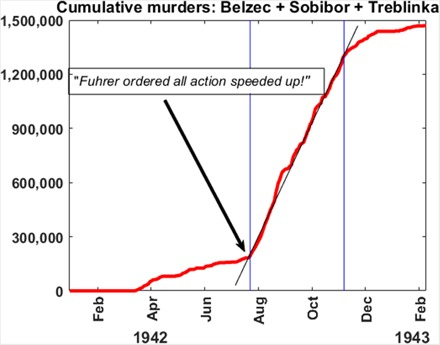
Assassinatos acumulados em Belzec, Sobibor e Treblinka de janeiro de 1942 a fevereiro de 1943.

Em 13 de outubro de 1941, o Comandante da SS e Líder da Polícia, Odilo Globočnik, em Lublin, recebeu uma ordem oral de Himmler – antecipando a queda de Moscou – para iniciar a construção do primeiro campo de extermínio em Bełżec, no território do Governo Geral da Polônia ocupada. A ordem precedeu a Conferência de Wannsee por três meses. O novo campo começou a operar em 17 de março de 1942, com a liderança trazida da Alemanha sob o disfarce da Organização Todt (OT - organização paramilitar de engenharia, responsável pela construção de bunkers e outras estratégias de defesa).

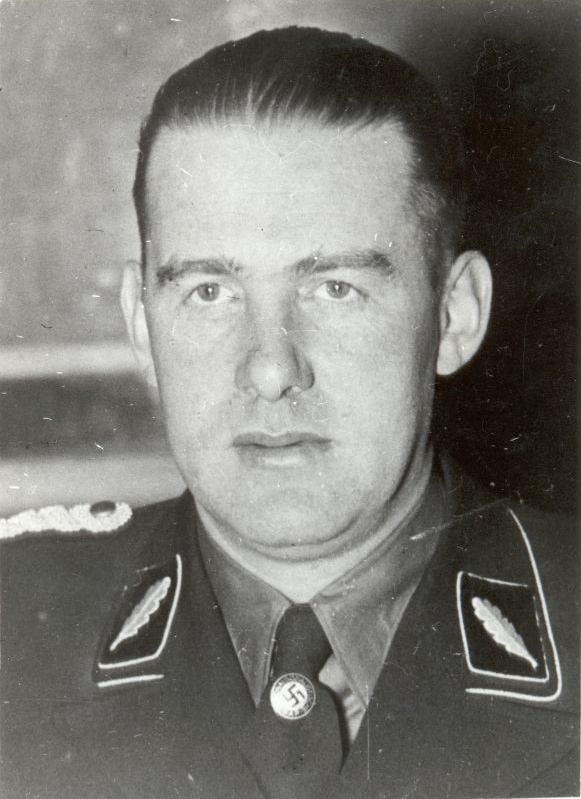
O líder da SS e da Polícia, Odilo Globočnik, responsável pela Operação Reinhard.

Globočnik recebeu controle sobre todo o programa. Todas as ordens secretas que ele recebia vinham diretamente de Himmler e não do SS-Gruppenführer Richard Glücks, chefe do sistema de campos de concentração nazistas, que era administrado pela SS-Totenkopfverbände e envolvia trabalho escravo para o esforço de guerra. Cada campo de extermínio era administrado por entre 20 e 35 oficiais da Totenkopfverbände (Unidades da Cabeça da Morte) jurados ao segredo absoluto, e reforçados pelo pessoal da Aktion T4 selecionado por Globočnik. O programa de extermínio foi projetado por eles com base na experiência anterior dos centros de eutanásia forçada. A maior parte do trabalho real em cada campo da "solução final" era realizado por até 100 guardas Trawniki, na sua maioria ucranianos, recrutados pelo SS-Hauptsturmführer Karl Streibel entre os prisioneiros de guerra soviéticos, e por até mil prisioneiros Sonderkommando que os guardas Trawniki usavam para aterrorizar. A SS chamava seus guardas voluntários de "Hiwis", uma abreviação de Hilfswillige (lit. "disposto a ajudar"). Segundo o testemunho do SS-Oberführer Arpad Wigand durante seu julgamento por crimes de guerra em Hamburgo, em 1981, apenas 25% dos colaboradores recrutados falavam alemão.
Em meados de 1942, mais dois campos de extermínio foram construídos em terras polonesas: Sobibór (operacional em maio de 1942) sob a liderança do SS-Hauptsturmführer Franz Stangl, e Treblinka (operacional em julho de 1942) sob o comando do SS-Obersturmführer Irmfried Eberl.
A SS bombeava gases de escape de motores de combustão interna através de longos tubos para salas seladas, assassinando as pessoas dentro por envenenamento por monóxido de carbono. A partir de fevereiro-março de 1943, os corpos dos mortos foram exumados e cremados em fossas. Treblinka, o último campo a se tornar operacional, usou o conhecimento adquirido anteriormente pela SS. Com dois motores poderosos, operados pelo SS-Scharführer Erich Fuchs, e câmaras de gás logo reconstruídas com tijolos e argamassa, esta fábrica da morte assassinou entre 800.000 e 1.200.000 pessoas em 15 meses, descartou seus corpos e classificou seus pertences para envio à Alemanha.
As técnicas usadas para enganar as vítimas e o layout geral dos campos foram baseados em um projeto piloto de assassinatos móveis conduzido no campo de extermínio de Chełmno (Kulmhof), que entrou em operação no final de 1941 e usava caminhões de gás. Chełmno não fazia parte da Reinhard. Ficava sob o controle direto do SS-Standartenführer Ernst Damzog, comandante do SD no Reichsgau Wartheland. A estrutura do projeto piloto em Chełmno foi montada em torno de uma mansão semelhante a Sonnenstein. O uso de caminhões de gás já havia sido testado no assassinato em massa de prisioneiros poloneses em Soldau e na exterminação de judeus na Frente Russa pelos Einsatzgruppen. Entre o início de dezembro de 1941 e meados de abril de 1943, 160.000 judeus foram enviados para Chełmno no Governo Geral via o Gueto de Łódź. Chełmno não tinha crematórios; apenas valas comuns na floresta. Foi um campo de testes para o estabelecimento de métodos mais rápidos de assassinar e incinerar pessoas, marcado pela construção de instalações fixas para o assassinato em massa alguns meses depois. Os campos de extermínio da Reinhard se adaptaram progressivamente à medida que cada novo local era construído.

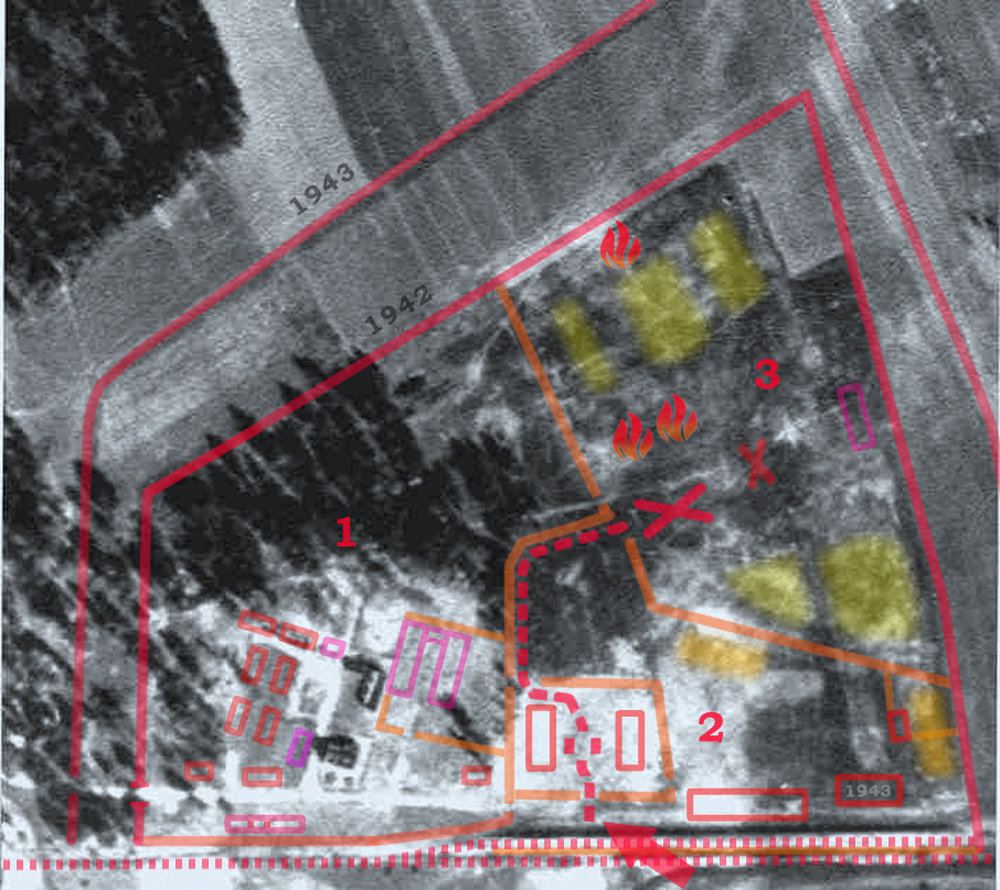
A foto aérea de Treblinka II de 1944. A nova casa de fazenda para um guarda e um edifício de gado são visíveis no canto inferior esquerdo. A fotografia está sobreposta com estruturas desmontadas (marcadas em vermelho/laranja). No lado esquerdo estão os alojamentos da SS e dos Trawnikis (1) com barracas definidas pelas passarelas circundantes. Na parte inferior (2) estão a rampa ferroviária e o plataforma de descarga (centro), marcados com a seta vermelha. A "estrada para o céu" é marcada com uma linha tracejada. As barracas de despir para homens e mulheres, cercadas por uma cerca sólida sem vista para o exterior, são marcadas com dois retângulos. A localização das novas, grandes câmaras de gás (3) é marcada com uma cruz. As valas comuns, cavadas com uma escavadeira de esteira, estão em amarelo claro.

Tratados como um todo, os campos de Globočnik em Bełżec, Sobibór e Treblinka tinham um design quase idêntico, incluindo membros da equipe transferindo-se entre locais. Os campos estavam situados em áreas arborizadas, longe dos centros populacionais. Todos foram construídos perto de ramais ferroviários que se ligavam ao Ostbahn. Cada campo tinha uma rampa de descarga em uma estação ferroviária falsa, bem como uma área de recepção que continha barracões para se despir, barbearias e depósitos de dinheiro. Além da zona de recepção, cada campo tinha um caminho estreito e camuflado conhecido como a Estrada para o Céu (chamada Himmelfahrtsstraße ou der Schlauch pela SS), que levava à zona de extermínio composta por câmaras de gás e valas de sepultamento, de até 10 metros de profundidade, posteriormente substituídas por piras de cremação com trilhos colocados sobre as valas em blocos de concreto; reabastecidas continuamente pelos Totenjuden ("Judeus da morte", grupo de proximamente 300 judeus escravizados que trabalhavam na operacionalização do campo). Tanto Treblinka quanto Bełżec estavam equipados com poderosas escavadeiras de esteiras de canteiros de obras poloneses nas proximidades, capazes de realizar a maioria das tarefas de escavação sem perturbar as superfícies. Em cada campo, os guardas da SS e os Trawnikis ucranianos viviam em uma área separada das unidades de trabalho judaicas. Torres de vigia de madeira e cercas de arame farpado camufladas com galhos de pinheiro cercavam todos os campos.
Os centros de extermínio não tinham cercas elétricas, pois o tamanho dos prisioneiros do Sonderkommandos (unidades de trabalho) permaneciam comparativamente fácil de controlar – ao contrário de campos como Dachau e Auschwitz. Para ajudar com os transportes que chegavam, apenas esquadrões especializados eram mantidos vivos, removendo, descartando corpos, classificando os bens e valores das vítimas mortas. Os Totenjuden forçados a trabalhar dentro das zonas de morte eram deliberadamente isolados daqueles que trabalhavam na área de recepção e triagem. Periodicamente, aqueles que trabalhavam nas zonas de morte eram mortos e substituídos por novos chegados para remover quaisquer testemunhas potenciais da escala do assassinato em massa.
Durante a Operação Reinhard, Globočnik supervisionou o assassinato sistemático de mais de 2.000.000 de judeus da Polônia, Tchecoslováquia, França, Reich (Alemanha e Áustria), Holanda, Grécia, Hungria, Itália e União Soviética. Um número indeterminado de ciganos também foi assassinado nesses campos de extermínio, muitos deles crianças.

### Processo de extermínio

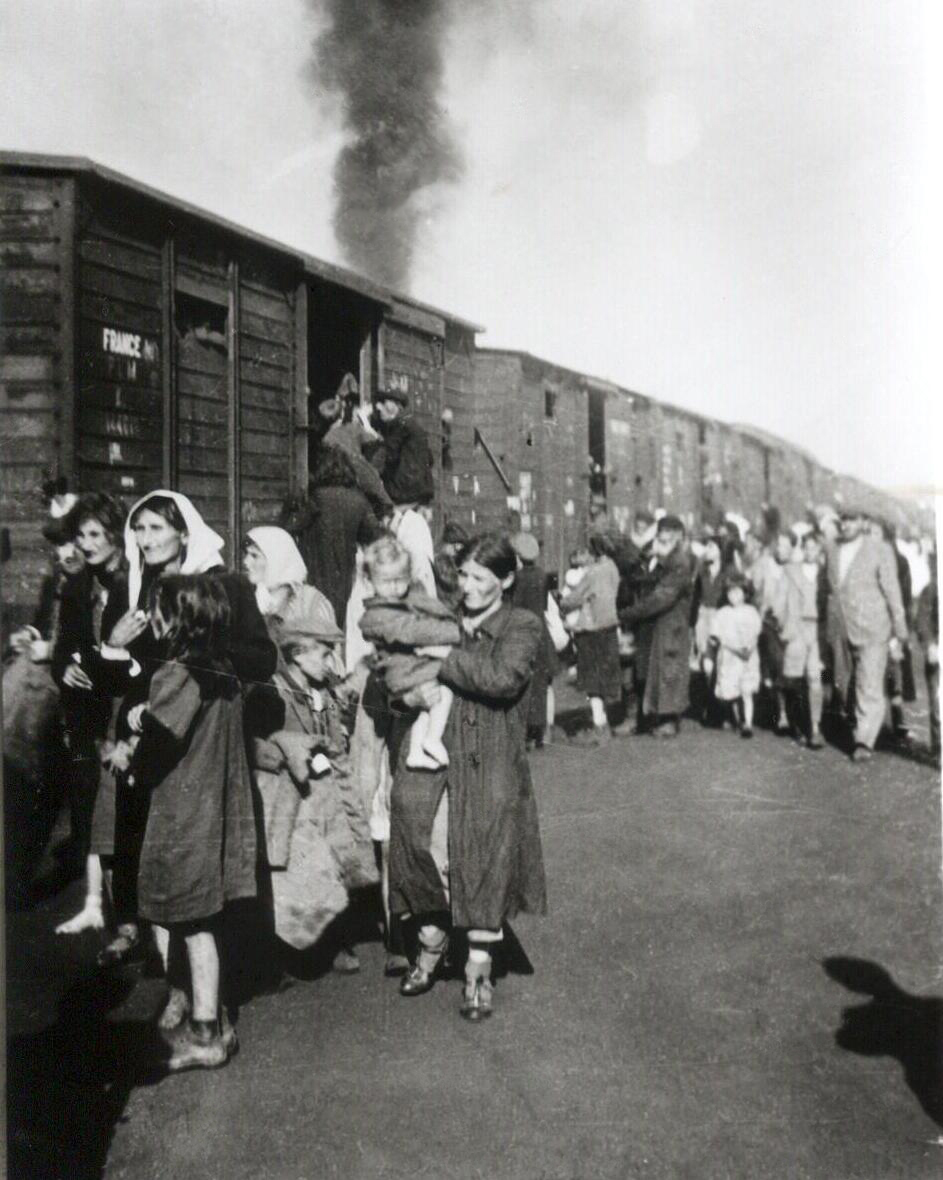
Judeus do Gueto de Siedlce forçados a entrar em um trem com destino a Treblinka

Para alcançar seu propósito, todos os campos de extermínio usaram subterfúgios e informações falsas para ocultar a verdade e enganar suas vítimas a cooperarem. Este elemento foi desenvolvido na Aktion T4, quando pessoas com deficiência eram levadas pela SS para "tratamento especial" por membros da "Gekrat" vestidos com jalecos brancos, dando ao processo uma aparência de autenticidade médica. Após supostamente serem avaliados, os pacientes da T4 eram transportados para centros de extermínio. O mesmo eufemismo "tratamento especial" (Sonderbehandlung) foi usado no Holocausto.
A SS usou uma variedade de artimanhas para mover milhares de recém-chegados em trens do Holocausto para os locais de extermínio disfarçados, sem causar pânico. As deportações em massa eram chamadas de "ações de reassentamento"; elas eram organizadas por Comissários especiais e conduzidas por batalhões de polícia uniformizados da Orpo e Schupo em um ambiente de terror. Geralmente, o engano era absoluto; em agosto de 1942, pessoas do Gueto de Varsóvia fizeram fila por vários dias para serem "deportadas" a fim de obter pão disponibilizado para a viagem. Judeus incapazes de se mover ou que tentavam fugir eram mortos no local. Embora a morte nos vagões de gado por sufocamento e sede fosse comum, afetando até 20% dos viajantes dos trens, a maioria das vítimas estava disposta a acreditar que as intenções alemãs eram diferentes. Ao desembarcar, os prisioneiros eram ordenados a deixar suas bagagens e marchar diretamente para a "área de limpeza", onde eram solicitados a entregar seus objetos de valor para "guarda segura". Truques comuns incluíam a presença de uma estação ferroviária com "pessoal médico" à espera e placas direcionando as pessoas para instalações de desinfecção. Treblinka também tinha um guichê de bilhetes com placas indicando conexões para outros campos mais ao leste.
Os judeus mais apreensivos quanto ao perigo eram brutalmente espancados para acelerar o processo. Às vezes, os recém-chegados com habilidades adequadas eram selecionados para se juntar ao Sonderkommando. Uma vez na área de troca, os homens e meninos eram separados das mulheres e crianças, e todos eram ordenados a se despir para um banho coletivo: "rápido – diziam – ou a água vai esfriar". Os prisioneiros idosos, doentes ou lentos eram levados para uma enfermaria falsa chamada Lazarett, que tinha uma grande vala comum atrás dela. Eles eram mortos com um tiro no pescoço, enquanto o resto era forçado a entrar nas câmaras de gás.
Para conduzir as pessoas nuas às barracas de execução que abrigavam as câmaras de gás, os guardas usavam chicotes, cassetetes e coronhas de rifles. O pânico era instrumental para encher as câmaras de gás, pois a necessidade de evitar golpes em seus corpos nus forçava as vítimas a avançar rapidamente. Uma vez bem apertados lá dentro (para minimizar o ar disponível), as portas de aço herméticas com vigias eram fechadas. As portas, segundo a pesquisa do Museu de Treblinka, originavam-se de bunkers militares soviéticos ao redor de Białystok. Embora outros métodos de extermínio, como o veneno cianídrico Zyklon B, já estivessem em uso em outros centros de assassinato nazistas, como Auschwitz, os campos da Aktion Reinhard usavam gases letais do escapamento de motores de tanques soviéticos capturados. Os gases eram descarregados diretamente nas câmaras de gás por um determinado período, depois os motores eram desligados. Os guardas da SS determinavam quando reabrir as portas das câmaras de gás com base no tempo que levava para os gritos pararem (geralmente 25 a 30 minutos). Equipes especiais de prisioneiros do campo (Sonderkommando) então removiam os corpos em carrinhos de plataforma. Antes de os corpos serem jogados nas valas comuns, dentes de ouro eram removidos das bocas e orifícios eram examinados em busca de joias, dinheiro e outros objetos de valor. Todos os bens adquiridos eram administrados pelo SS-Wirtschafts-Verwaltungshauptamt (Departamento Principal de Economia e Administração da SS).
Durante as fases iniciais da Operação Reinhard, os corpos eram simplesmente jogados em valas comuns e cobertos com cal. A partir de 1943, para esconder as evidências do crime, os restos das vítimas eram queimados em valas a céu aberto. Unidades especiais de Leichenkommando (unidades de cadáveres) tiveram que exumar corpos das valas comuns ao redor desses campos de extermínio para incineração. A Reinhard ainda deixou um rastro de documentos; em janeiro de 1943, Bletchley Park interceptou um telegrama da SS enviado pelo SS-Sturmbannführer Hermann Höfle, vice de Globočnik em Lublin, ao SS-Obersturmbannführer Adolf Eichmann em Berlim. A mensagem decodificada da Enigma Machine continha estatísticas mostrando um total de 1.274.166 chegadas aos quatro campos da Aktion Reinhard até o final de 1942, mas os decifradores de códigos britânicos não entenderam o significado da mensagem, que representava evidências materiais de quantas pessoas os alemães haviam assassinado.

### Comandantes dos Campos
| Campo de extermínio | Comandante                                    | Período                                           | Mortes estimadas                                  |
| ------------------- | --------------------------------------------- | ------------------------------------------------- | ------------------------------------------------- |
| Bełżec              | SS-Sturmbannführer Christian Wirth            | Dezembro de 1941 – 31 de julho de 1942            | 600,000                                           |
| Bełżec              | SS-Hauptsturmführer Gottlieb Hering           | 1º de agosto de 1942 – Dezembro de 1942           | 600,000                                           |
|                     |                                               |                                                   |                                                   |
| Sobibór             | SS-Hauptsturmführer Richard Thomalla          | Março de 1942 – Abril de 1942 Construção do campo | Março de 1942 – Abril de 1942 Construção do campo |
| Sobibór             | SS-Hauptsturmführer Franz Stangl              | Maio de 1942 – Setembro de 1942                   | 250,000                                           |
| Sobibór             | SS-Hauptsturmführer Franz Reichleitner        | Setembro de 1942 – Outubro1943                    | 250,000                                           |
|                     |                                               |                                                   |                                                   |
| Treblinka           | SS-Hauptsturmführer Richard Thomalla          | Maio de 1942 – Junho de 1942 Construção do campo  | Maio de 1942 – Junho de 1942 Construção do campo  |
| Treblinka           | SS-Obersturmführer Irmfried Eberl             | Julho de 1942 – Setembro de 1942                  | 800,000–900,000                                   |
| Treblinka           | SS-Hauptsturmführer Franz Stangl              | Setembro de 1942 – Agosto de 1943                 | 800,000–900,000                                   |
| Treblinka           | SS-Untersturmführer Kurt Franz                | Agosto de 1943 – Novembro de 1943                 | 800,000–900,000                                   |
|                     |                                               |                                                   |                                                   |
| Lublin/Majdanek     | SS-Standartenführer Karl-Otto Koch            | Outubro de 1941 – Agosto de 1942                  | 130,000 (78,000 confirmadas)                      |
| Lublin/Majdanek     | SS-Sturmbannführer Max Koegel                 | Agosto de 1942 – Novembro de 1942                 | 130,000 (78,000 confirmadas)                      |
| Lublin/Majdanek     | SS-Obersturmführer Hermann Florstedt          | Novembro de1942 – Outubro de1943                  | 130,000 (78,000 confirmadas)                      |
| Lublin/Majdanek     | SS-Obersturmbannführer Martin Gottfried Weiss | 1º Outubro de1943, 1943 – 5 de maio de 1944       | 130,000 (78,000 confirmadas)                      |
| Lublin/Majdanek     | SS-Obersturmbannführer Arthur Liebehenschel   | 5 de maio de 1944 – 22 de julho de 1944           | 130,000 (78,000 confirmadas)                      |

## Política de Substituição Temporária
No inverno de 1941, antes da Conferência de Wannsee e logo após o início da Operação Barbarossa, a necessidade nazista de trabalho forçado intensificou-se grandemente. Himmler e Heydrich não podiam aguardar chegava de prisioneiros russos, então aprovaram uma política de substituição por judeus poloneses na Alta Silésia e na Galícia sob a doutrina de "extermínio pelo trabalho". Muitos poloneses (não judeus) já haviam sido enviados para o Reich, criando uma escassez de mão de obra no Governo Geral. Por volta de março de 1942, enquanto o primeiro campo de extermínio (Bełżec) começava as gaseificações, os trens de deportação que chegavam à reserva de Lublin, vindo da Alemanha e da Eslováquia, eram inspecionados em busca de trabalhadores judeus qualificados. Após a seleção, eles eram enviados para Majdan Tatarski em vez de receber o "tratamento especial" em Bełżec. Por um curto período, esses trabalhadores judeus eram temporariamente poupados da morte, enquanto suas famílias e todos os outros eram assassinados. Alguns foram designados para trabalhar em uma fábrica de aviões nas proximidades ou como trabalhadores forçados nas Strafkompanies controladas pela SS e em outros campos de trabalho. Hermann Höfle foi um dos principais apoiadores e implementadores dessa política. Havia problemas com o fornecimento de alimentos e os desafios logísticos decorrentes. Globočnik e Friedrich-Wilhelm Krüger reclamaram e a transferência em massa para os campos de trabalho foi interrompida mesmo antes dos três campos de extermínio estarem operacionais.

## Disposição dos bens das vítimas
Aproximadamente 178 milhões de marcos do Reich Alemão em propriedades judaicas (equivalente a 727 milhões de euros em 2021) foram tomadas das vítimas, com vastas transferências de ouro e valores para o Reichsbank, na conta "Melmer", nomeada em homenagem ao SS-Hauptsturmführer Bruno Melmer, na qual a SS depositava ouro saqueado e outros bens confiscados de vítimas do Holocausto e de outros civis. Não foram apenas as autoridades alemãs que receberam propriedades judaicas, pois a corrupção era abundante dentro dos campos de extermínio. Muitos dos membros individuais da SS e policiais envolvidos nos assassinatos pegaram dinheiro, propriedades e valores para si mesmos. Os homens de alta patente da SS roubavam em uma escala enorme. Era uma prática comum entre a alta hierarquia. Dois comandantes de Majdanek, Karl-Otto Koch e Hermann Florstedt, foram julgados pela SS por isso em abril de 1945. O SS-Sturmbannführer Georg Konrad Morgen, um juiz da SS do Escritório dos Tribunais da SS, processou tantos oficiais nazistas por violações individuais que Himmler ordenou pessoalmente que ele restringisse seus casos em abril de 1944.

## Consequências e encobrimento
A Operação Reinhard terminou em novembro de 1943. A maioria dos funcionários e guardas foi então enviada para o norte da Itália para novas ações contra judeus e partisans locais. Globočnik foi para o campo de concentração de San Sabba, onde supervisionou a detenção, tortura e assassinato de prisioneiros políticos. Para encobrir o assassinato em massa de mais de dois milhões de pessoas na Polônia durante a Operação Reinhard, os nazistas implementaram a secreta Sonderaktion 1005, também chamada de Aktion 1005 ou Enterdungsaktion ("ação de exumação"). A operação, que começou em 1942 e continuou até o final de 1943, foi projetada para remover todos os vestígios do assassinato em massa. Leichenkommando ("unidades de cadáveres") compostas por prisioneiros dos campos foram criadas para exumar valas comuns e cremar os corpos enterrados, usando grelhas gigantes feitas de madeira e trilhos de trem. Depois, fragmentos de ossos eram moídos em máquinas de trituração especiais, e todos os restos eram então reenterrados em novas valas. A Aktion foi supervisionada por esquadrões de guardas de Trawniki. Após a guerra, alguns dos oficiais e guardas da SS foram julgados e condenados nos Julgamentos de Nuremberg por seu papel na Operação Reinhard e na Sonderaktion 1005. Muitos outros escaparam da condenação, como Ernst Lerch, vice de Globočnik e chefe de seu Escritório Principal, cujo caso foi arquivado por falta de depoimento de testemunhas.